# Alex Pineda
Alex Scoot Salomon Pineda Marín (ur. 13 września 1989) – panamski zapaśnik walczący przeważnie w stylu klasycznym. Ósmy na mistrzostwach panamerykańskich w 2013. Brązowy medalista igrzysk Ameryki Środkowej w 2010 i 2013. Trzeci na igrzyskach boliwaryjskich w 2017, piąty w 2013 i 2022. Siedemnasty w indywidualnym Pucharze Świata w 2020 roku. Jego żoną jest Atheyna Bylon, mistrzyni świata w boksie z 2014 roku.